# Anton Toolanen
Anton Toolanen, född 26 januari 1997 i Kalix, uppvuxen i Övertorneå, är en svensk professionell ishockeyspelare som spelar för Lindlövens IF i Hockeyettan. Hans moderklubb är Övertorneå HF.